# Borsodgeszt
Borsodgeszt ist eine Gemeinde im Komitat Borsod-Abaúj-Zemplén.

## Geografische Lage
Borsodgeszt liegt im Norden Ungarns, 50 Kilometer vom Komitatssitz Miskolc entfernt.
Nachbargemeinden sind Bükkábrány 10 km, Sály, Vatta 6 km entfernt.
Die nächste Stadt Mezőkövesd ist etwa 8 km von Borsodgeszt entfernt.